# Замошье (Сланцевский район)
Замошье — деревня в Старопольском сельском поселении Сланцевского района Ленинградской области.

## История
Впервые упоминается в писцовых книгах Шелонской пятины 1498 года, как деревня Замошье в Сумерском погосте Новгородского уезда.
Затем, как деревня Замосье, состоящая из 40 крестьянских дворов, упоминается на карте Санкт-Петербургской губернии Ф. Ф. Шуберта 1834 года.

ЗАМОШЬЕ — деревня принадлежит её величеству, число жителей по ревизии: 147 м. п., 160 ж. п. (1838 год)

Деревня Замосье из 40 дворов отмечена на карте профессора С. С. Куторги 1852 года.

ЗАМОШЬЕ — деревня Гдовского её величества имения, по просёлочной дороге, число дворов — 48, число душ — 167 м. п. (1856 год)

ЗАМОШЬЕ — деревня удельная при колодце, число дворов — 49, число жителей: 169 м. п., 184 ж. п. (1862 год) 

В XIX — начале XX века деревня административно относилась к Старопольской волости 2-го земского участка 1-го стана Гдовского уезда Санкт-Петербургской губернии.
Согласно Памятной книжке Санкт-Петербургской губернии 1905 года деревня образовывала Замошское сельское общество.
С марта 1917 года, деревня Замошье 2 находилась в составе Замошского сельсовета Старопольской волости Гдовского уезда.
- Деревня Замошье на карте 1919 года

С февраля 1927 года в составе Ложголовской волости Кингисеппского уезда.
С августа 1927 года в составе Второго Замошского сельсовета Осьминского района.
С ноября 1928 года в составе Старопольского сельсовета.
По данным 1933 года деревня Замошье входила в состав Старопольского сельсовета Осьминского района.
Деревня была освобождена от немецко-фашистских оккупантов 1 февраля 1944 года.
С 1961 года, в составе Сланцевского района.
С 1963 года, в составе Кингисеппского района.
По состоянию на 1 августа 1965 года деревня Замошье входила в состав Старопольского сельсовета Кингисеппского района. С ноября 1965 года, вновь в составе Сланцевского района. В 1965 году население деревни составляло 173 человека.
По данным 1973 и 1990 годов деревня Замошье входила в состав Старопольского сельсовета.
В 1997 году в деревне Замошье Старопольской волости проживали 87 человек, в 2002 году — 72 человек (русские — 99 %).
В 2007 году в деревне Замошье Старопольского СП проживали 80 человек, в 2010 году — 70 человек.

## География
Деревня расположена в юго-восточной части района на автодороге 41К-780 (Старополье — Карино).
Расстояние до административного центра поселения — 1,5 км.
Расстояние до ближайшей железнодорожной станции Веймарн — 50 км.
Деревня находится в верховьях реки Менюшка, одного из правых притоков реки Долгая.

## Демография
| 1862 | 2007 | 2010 | 2017 |
| ---- | ---- | ---- | ---- |
| 353  | ↘80  | ↘70  | ↗79  |